# Hemiodus thayeria
Hemiodus thayeria är en fiskart som beskrevs av Böhlke, 1955. Hemiodus thayeria ingår i släktet Hemiodus och familjen Hemiodontidae. Inga underarter finns listade i Catalogue of Life.